# Władimir Jakowienko
Władimir Iwanowicz Jakowienko (ros. Владимир Иванович Яковенко, ur. 1857, zm. 1923) – rosyjski lekarz psychiatra, jeden z pionierów psychiatrii społecznej w Rosji.
W 1881 ukończył Wojskową Akademię Medyko-Chirurgiczną w Sankt Petersburgu. Kierował szpitalem psychiatrycznym we wsi Mieszczerskoje. W 1906 roku za działalność polityczną został wysłany do Butowa w guberni połtawskiej. Podczas epidemii tyfusu w Połtawie w 1922/23 zaraził się od pacjentów i zmarł.